# Fèlix Cardona i Puig

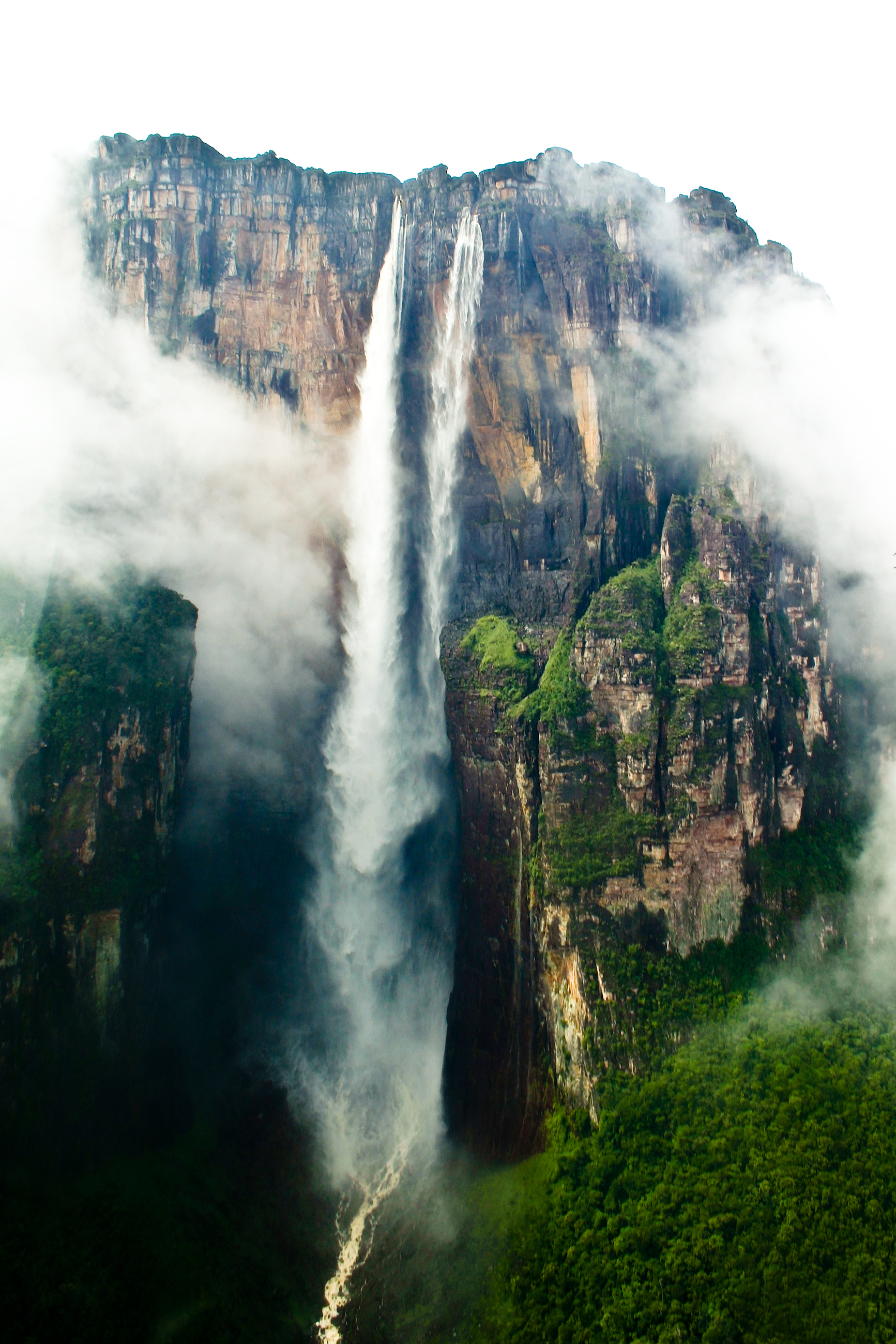
El Salt Àngel

Fèlix Cardona i Puig (Malgrat de Mar, Maresme, 3 de febrer de 1903 - Caracas, 5 de desembre de 1982) va ser l'explorador més important de la Guaiana veneçolana.

## Biografia
Fill de Fèlix Cardona i Paradeda i Josefa Puig i Comas. Va estudiar a l'internat del Collell i després a l'Escola de Nàutica de Barcelona. Va acabar els estudis el 1922 i es va enrolar en un vaixell. Més tard, va tornar a Malgrat de Mar i va muntar una fàbrica tèxtil però va haver de fugir a Veneçuela per problemes econòmics.
Realitzà diverses expedicions i va viure molt de temps amb els indígenes. Va descobrir, juntament amb Joan Mundó i Freixes, les cascades del massís de l'Auyantepui, conegudes avui dia com el Salt Àngel (en honor de Jimmy Angel), que en la llengua indígena pemon s'anomenen Terepacupai Venà.
El 25 de gener de 1932 es va casar amb Carlota (Loti) Johnson, veneçolana originària de Dresden (Alemanya). El 1937 va guiar Jimmy Angel sobrevolant el Churún Merú i aquest últim va aterrar a la muntanya des d'on cau, Auyantepuy. L'avioneta va embarrancar, però no va morir i Fèlix Cardona, que s'havia quedat a terra, va ajudar el seu rescat. L'any 1946 va ser designat Explorador Botànic de la Direcció de fronteres del Ministeri de Relacions Interiors de Veneçuela. Moltes espècies vegetals i fins i tot algunes d'animals porten el seu nom, ja que van ser descobertes per ell. Va contribuir molt a l'elaboració de mapes de Veneçuela i va fer grans descobriments, i va documentar per primera vegada el salt d'aigua més alt del món (que moltes vegades s'atribueix erròniament a Jimmy Angel). Va morir a Caracas l'any 1982.